# Samonakładacz
Samonakładacz – urządzenie lub mechanizm podający arkusze do maszyny drukującej.
Wyróżniane są trzy typy samonakładaczy:
- cierne;
- pneumatyczne (rurowe i strumieniowe);
- kombinowane – połączenie obu systemów;

Zadaniem samonakładacza jest przeniesienie pojedynczych arkuszy papieru ze stosu na stół podający maszyny drukarskiej. Samonakładacze pneumatyczne wykonują to przysysając arkusz z góry stosu ssawkami do podajnika, a równocześnie podmuchem bocznych dysz zapewniając właściwe oddzielenie podawanego arkusza od stosu. W miarę ubywania arkuszy, stół unosi się do góry, zapewniając podawanie papieru pod głowicę samonakładacza. Samonakładacze mają zabezpieczenia wyłączające urządzenie, gdy arkusz zostanie podany krzywo, zostaną podane dwa arkusze itp.
Samonakładacze cierne uzyskują rozdzielenie arkuszy przez wstępne ich ułożenie lekko skośnie w stosie, by ich brzegi były minimalnie rozsunięte. Następnie stos przesuwany jest między stołami samonakładacza tak, by brzegi arkuszy rozsunęły się bardziej – na dolnym stole rolki cierne przesuwają kolejne arkusze pojedynczo na podajnik maszyny drukującej.